# Audax
Audax é um evento ciclístico não-competitivo e de longa distância, conhecido internacionalmente pelo nome de Randonneur. A modalidade é regida mundialmente pelo Audax Club Parisien , França, tendo atualmente no Brasil, como seu representante, o gaúcho Roberto Penna Trevisan, responsável pelo Randonneurs Brasil. 
O grande foco dos eventos Randonneur é a possibilidade de percorrer longas distâncias em veículos de propulsão exclusivamente humana em seu próprio ritmo (em francês, allure libre), terminando o percurso dentro do tempo limite estabelecido. As distâncias homologáveis e seus respectivos tempos limites são: 200 (13:30), 300 (20:00), 400 (27:00), 600 (40:00) e 1000 (75:00), eventos estes conhecidos como Brevets Randonneurs Mundiais (BRMs).
Vale salientar que Audax, na verdade, é também um evento não competitivo de longa distância, possuindo porém o andamento imposto, conduzido e controlado por "capitães de rota", que regulam a velocidade do grupo, variando de 20 a 25 km/h de acordo com o perfil do percurso. A modalidade é regida mundialmente pela Union des Audax Français , França,  tendo atualmente no Brasil, como seu representante, o também gaúcho Luiz Faccin, responsável pelo Audax Brésil 
O andamento livre e o andamento imposto é a grande diferença entre os Brevets Randonneur e os Brevets Audax.
Este uso conflituoso da nomenclatura dos eventos tem causado alguma confusão, ainda mais visto que a entidade máxima que regula a modalidade Randonneur chama-se Audax Club Parisien (ACP).
Além do tempo estabelecido, deve ser observado o regulamento, que exige equipamentos de segurança a serem aplicados tanto no equipamento quanto usados pelo ciclista: capacete, iluminação dianteira, traseira e colete refletivo.
Além dos equipamentos previstos no regulamento francês, cada clube organizador pode exigir equipamentos adicionais, dependendo das peculiaridades de cada região. Um exemplo disso é a obrigatoriedade do porte de manta térmica, exigida por alguns clubes nas regiões mais frias do país.

## Histórico
- 1891 - 1ª Paris-Brest-Paris. Surge como prova competitiva, mas são aceitos cicloturistas entre os participantes. O vencedor é Charles Terront. Decide-se realizar a prova a cada 10 anos.[1]
- 1897 - Em 12 de junho daquele ano, um grupo de cicloturistas italianos percorreu 230 km entre Roma e Nápoles. Pela audácia da façanha, considerando-se as condições e equipamentos da época, denominou-se a mesma como "Audax".
- 1904 - Henri Desgranges, criador do Tour de France, criou o Audax Francês, tal como o Audax Italiano, e delegou ao Audax Club Parisien a realização dos Brevets Audax na França.
- 1931 - O Audax Club Parisien organiza uma prova cicloturista junto a uma prova competitiva.
- 1951 - Fim da prova competitiva. A partir deste ano a Paris-Brest-Paris se converte definitivamente em uma prova cicloturista, e se realiza a cada 5 anos.
- 1971 - A Paris-Brest-Paris começa a ser celebrada a cada 4 anos.[1]
- 1983 - Criação do "Les Randonneurs Mondiaux" (LRM). Fundado pelos clubes organizadores de brevets, foi criado para impulsionar as provas de e acima de 1200 km. Países fundadores: França, Austrália, Bélgica, Canadá, Espanha, Suécia, Reino Unido e Estados Unidos.
- 1999 - O gaúcho Kayo Oliveira tornou-se o primeiro brasileiro a completar os 1.200 km do Paris-Brest-Paris.
- 2003 - Fundação do Clube Audax Brasil por Manuel Terra e Cristiano Cordeiro. Realiza-se a primeira série de brevets no Brasil. Neste ano os ciclistas Bill Presada e Manuel Terra tornam-se os primeiros brasileiros a completar a série de brevets com êxito. Bill Presada recebe o título de "Audacioso do Ano". Em agosto, o carioca Manuel Terra torna-se o segundo brasileiro a participar e concluir o  Paris-Brest-Paris, sendo o  primeiro a representar uma equipe brasileira: o Clube Audax Brasil.

- 2004 - O Clube Audax Brasil realiza brevets em São Paulo, Rio de Janeiro e Rio Grande do Sul. No brevet de 200 km de Porto Alegre, 215 participantes alinham-se para a largada. Naquele ano, o brasileiro de Lajeado, Paulo Roberto Bagatini participa da prova de 1.200 km, na Austrália, mas sem finalizá-la.
- 2005 - Em uma prova de 400 km em Campinas/SP, um ônibus invade o acostamento e mata Alexandre Luz, Vice-presidente do Clube Audax Brasil. Após esse ocorrido a direção da entidade, dirigida pelo então Presidente Bill Presada, decidiu cancelar as provas restantes do calendário. No Rio Grande do Sul haviam sido realizadas as provas de 200 e 300 km, e a Organização local das provas decidiu concluir o calendário previsto, realizando provas de 400 e 600 km, mas que não foram submetidas a homologação pelo Audax Clube Parisien. Porém essas provas observaram as mesmas regras, exigências e formato necessário para serem homologadas. Rosane Silveira Gomes torna-se a primeira brasileira a concluir uma série completa de provas de 200, 300, 400 e 600 km em conformidade com as regras previstas para a modalidade.

A partir de 2005, são fundados novos clubes organizadores de Brevet Randonneurs Mondiaux (BRM) no Brasil, passando o Clube Audax Brasil a organizar eventos somente no estado de São Paulo. Como exemplo podemos citar a Sociedade Audax de Ciclismo (SAC) em Porto Alegre (RS), Audax Floripa (SC), Santa Ciclismo em Santa Cruz do Sul (RS), Audax Brasília (DF), Audax Rio (RJ), Audax Paraná (PR), dentre outros, passando o Brasil a figurar entre os maiores países organizadores de Brevets Randonneurs Mondiaux.

## Regras Básicas
- Pode participar do Audax qualquer veículo com propulsão exclusivamente humana, sendo aceitas bicicletas tipo speed, mountain bike, down-hill, reclinadas, tandem, fixas, dobráveis, triciclos, patins e patinetes, não havendo restrições quanto ao tamanho geral ou de seus pneus e aros.
- Cada participante deve ser autossuficiente, não podendo receber qualquer apoio fora dos Postos de Controle (PCs), por parte de pessoas que não estejam participando da prova e, caso ocorra algum problema mecânico fora dos PCs, apenas ele mesmo ou qualquer outro participante inscrito na prova poderá providenciar apoio.
- Não há qualquer prêmio por ordem de chegada, na medida em que se trata de desafio individual, cada um completando o percurso conforme seus próprios limites, dentro do limite de tempo estipulado para cada distância.